# Исследовательский фонд SENS
Исследовательский фонд SENS (Фонд SENS, англ. SENS Research Foundation, SRF) — некоммерческая организация, занимающаяся финансированием научных исследований по направлению регенеративной медицины, связанной с лечением возрастных заболеваний, на основе подходов, называемых «стратегии достижения пренебрежимого старения инженерными методами» (SENS).
Помимо непосредственно научных исследований занимается образовательной деятельностью и публичной деятельностью по привлечению внимания людей к проблемам старения человека. Фонд ежегодно публикует отчёты о своей деятельности за прошедший год.

## История
До основания организации исследовательская деятельность в основном осуществлялась на базе Фонда Мафусаила, основанных Дэвидом Гобелом и Обри ди Греем в 2003 году. В 2009 году из этой организации отпочковался Исследовательский фонд SENS, специализирующийся непосредственно на научных исследованиях, в то время как Фонд Мафусаила специализируется на финансировании исследований и лоббисткой деятельности. Организации остаются тесно взаимосвязанными.

## Исследования
Фонд SENS проводит исследовательские проекты, которые соответствуют семи категориям клеточных и внеклеточных повреждений, устранение которых сотрудники фонда считают наиболее актуальной задачей: обезвреживание раковых мутаций, предотвращение повреждений из-за мутаций в митохондриях, чистка клеток от накапливаемых отходов, удаление межклеточных отходов, замена потерянных клеток, удаление неправильно функционирующих клеток и удаление межклеточных полимерных связей.

## Сотрудничество в исследованиях
Фонд проводит исследования в собственном исследовательском центре в Маунтин-Вью, но также сотрудничает с другими университетами, включая Йельский университет, Гарвардский университет и Кембриджский университет, и финансирует проводимые исследования.

## Финансирование
В 2011 году после смерти матери Обри ди Грей унаследовал 16 миллионов долларов и 13 миллионов выделил на финансирование исследований фонда SENS. Средства предполагалось распределить на 5 лет работы фонда, и они должны были удвоить фонд исследований примерно с 2 до 4 миллионов долларов в год. По состоянию на 2017 год на поиски возможностей лечения связанных с возрастом заболеваний исследовательский фонд SENS тратил примерно 5 миллионов долларов в год.

## См.также
- Скорость увеличения продолжительности жизни
- «Отменить старение»
- Институт Бака по исследованию старения
- Life Extension Advocacy Foundation